# KTN1
KTN1‏ (Kinectin 1) هوَ بروتين يُشَفر بواسطة جين KTN1 في الإنسان.